# Welcome to New York
«Welcome to New York» —en español: «Bienvenido a Nueva York»— es una canción de la cantante y compositora estadounidense Taylor Swift, perteneciente a su quinto álbum de estudio 1989, lanzado en 2014. Swift escribió el tema junto con Ryan Tedder, inspirándose en su mudanza a la ciudad de Nueva York en abril de 2014. La letra transmite una libertad recién descubierta en la ciudad, adoptando una actitud despreocupada ante antiguas desilusiones amorosas.
Producida por Swift, Tedder y Noel Zancanella, «Welcome to New York» se caracteriza por el uso de sintetizadores pulsantes, baterías programadas y voces multitrack. Los críticos musicales describieron el género como synth pop, electropop y disco. La canción se lanzó para descarga el 20 de octubre de 2014, una semana antes de la salida del álbum 1989. Las reseñas fueron diversas: varios críticos señalaron que las letras no lograban la sofisticación esperada para un homenaje a Nueva York. Sin embargo, algunos defensores destacaron la producción como vibrante y pegadiza, y vieron en las letras un mensaje de apoyo a los derechos LGBT.
La canción logró posicionarse dentro del top 20 en las listas musicales de Canadá, Nueva Zelanda y Escocia. En Estados Unidos, alcanzó el puesto número 48 en el Billboard Hot 100 y obtuvo la certificación de platino por la Asociación de la Industria Discográfica de América (RIAA). Swift donó todas las ganancias de las ventas al Departamento de Educación de la Ciudad de Nueva York. Además, incluyó la canción en el repertorio de la gira The 1989 World Tour (2015) y la interpretó en algunas fechas de giras posteriores. Tras la disputa sobre la propiedad de su catálogo en 2019, regrabó el tema bajo el título «Welcome to New York (Taylor's Version)» para su álbum regrabado 1989 (Taylor's Version) (2023).

## Antecedentes

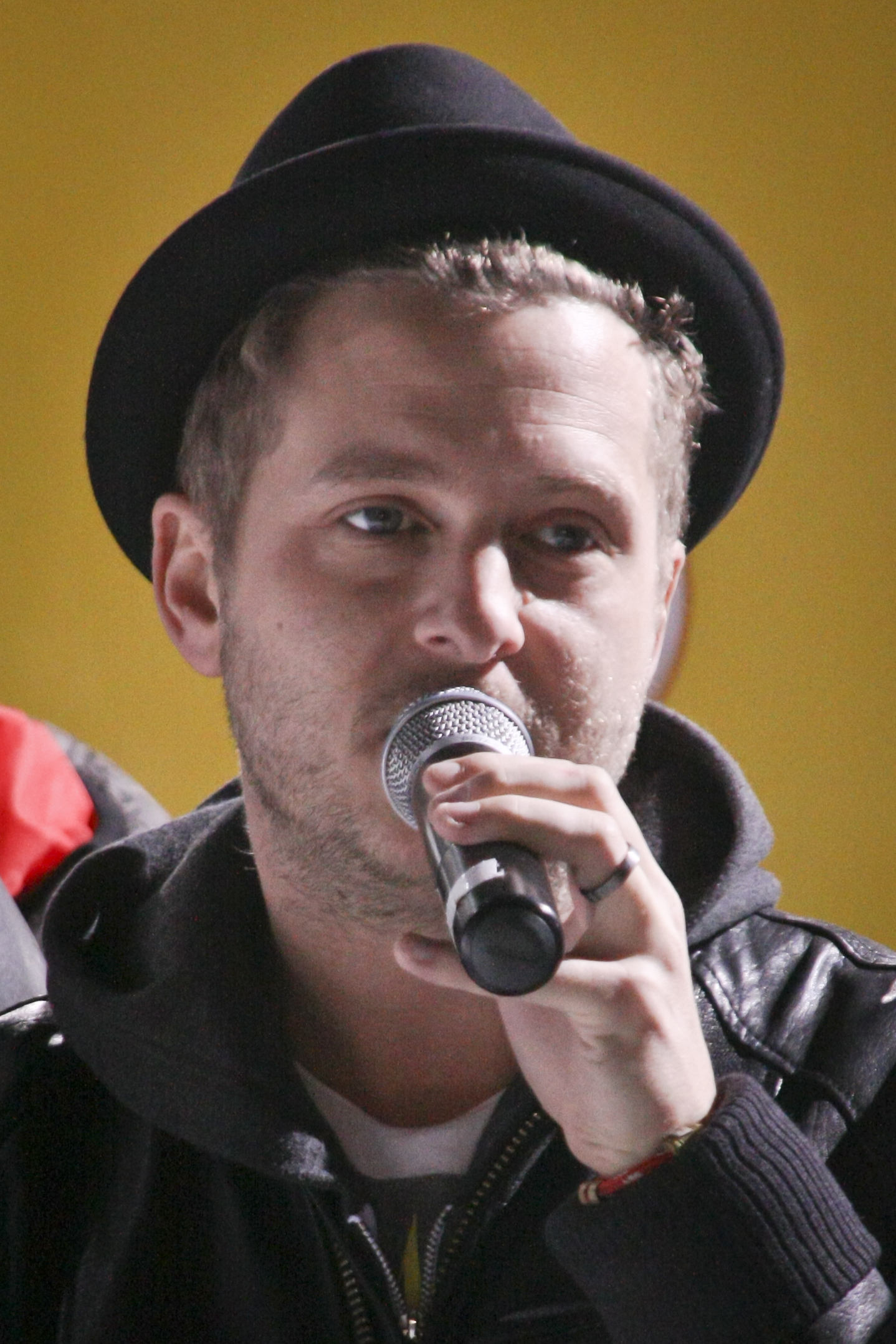
Ryan Tedder (en la foto) coescribió y coprodujo «Welcome to New York» con Swift.

La cantante y compositora Taylor Swift dejó atrás los sonidos country de su música anterior para adoptar una producción pop en su quinto álbum de estudio, 1989 (2014), al que presentó como su «primer álbum oficial» de pop. Su inspiración musical provino del synth pop de los años 1980, conocido por su uso de sintetizadores, pads de batería y voces superpuestas. Swift comenzó a escribir el álbum a mediados de 2013, mientras estaba de gira promocionando su cuarto trabajo discográfico, Red (2012), y recurrió a productores destacados de la escena pop contemporánea, como Ryan Tedder, a quien contactó a través de un Memo de Voz.
Una de las grandes influencias para 1989 fue su mudanza de Nashville a Nueva York. En una entrevista para Rolling Stone, recordó cómo la ciudad y su «honestidad abrumadora» la intimidaron al principio, haciéndola sentir que no podría «triunfar aquí porque no era lo suficientemente audaz ni valiente». Finalmente, Swift se sintió lista para asumir el desafío cuando compró un ático en el barrio de Tribeca en abril de 2014. Llegó a Nueva York sin estar involucrada románticamente con nadie, tras haber sido objeto de atención mediática por su vida amorosa. Según Swift, su «optimismo ingenuo» la llevó a ver la ciudad como un lugar lleno de «posibilidades infinitas y oportunidades».

## Composición y producción
«Welcome to New York» encapsula los sentimientos de Swift al mudarse por primera vez a Nueva York. La colocó como la primera canción en la lista de 1989 porque deseaba resaltar este evento significativo en su vida y su influencia estética en el álbum. En la letra, el narrador expresa una nueva sensación de libertad («Todos aquí fueron otra persona antes») y compara vivir en Nueva York con disfrutar de un buen ritmo al que se puede bailar. Dejan atrás los desamores del pasado («Guardamos nuestros corazones rotos en un cajón»), celebran las luces brillantes y la energía de la ciudad, pero mantienen su identidad («Las luces son tan brillantes / Pero nunca me ciegan, a mí»). Alex Frank, de Vogue, interpretó esto como una respuesta a «Empire State of Mind» (2009) de Jay-Z y Alicia Keys. La segunda estrofa, con la letra «Y puedes querer a quien quieras / Chicos y chicos y chicas y chicas», generó interpretaciones en varias publicaciones como un apoyo de Swift a la diversidad y los derechos LGBT. El académico de música Eric Smialek argumentó que la atención mediática que recibió la letra se debió a la «creencia popular» de que Swift no era políticamente activa. Según Smialek, la representación LGBT no es «protagonista», pero muestra «al menos una conciencia incidental y apoyo».
Dado que Swift buscaba un sonido influenciado por los años 1980, Tedder programó la canción usando un sintetizador Juno-106, que describió como un instrumento «muy de los años 1980». Completó el primer borrador en tres horas y terminó el primer demo esa misma semana. Mientras estaba de gira en Suiza, Tedder produjo cuatro versiones adicionales. Aunque él prefería una versión posterior, Swift eligió la más cercana al primer demo como la versión final. Swift y Tedder produjeron «Welcome to New York» con Noel Zancanella, quien tocó sintetizadores adicionales y programó la batería. Tedder y Smith Carlson grabaron la canción en los estudios Conway en Los Ángeles, California. Serban Ghenea la mezcló en los estudios MixStar en Virginia Beach, Virginia, y Tom Coyne la masterizó en los estudios Sterling Sound en Nueva York. La pista dura 3 minutos y 32 segundos.
«Welcome to New York» comienza con sintetizadores pulsantes y máquinas de ritmo programadas que crean ritmos similares a aplausos. Las voces de Swift están multitrackeadas y procesadas con elementos electrónicos. Según el musicólogo James E. Perone, la composición es monotemática, evidenciada por las repeticiones de una sola nota tanto en los versos como en los estribillos. En reseñas contemporáneas, los críticos musicales caracterizaron el género como synth pop. Lindsay Zoladz, de Vulture, lo describió como electropop, mientras que Rob Sheffield, de Rolling Stone, lo consideró una «oda disco» a Nueva York, la cuna del disco. La producción de sintetizadores pulsantes de la canción establece el tono del sonido influenciado por los años 1980 de 1989. Se hicieron comparaciones con otros artistas: Perone mencionó que los sintetizadores y las máquinas de ritmo evocaban a artistas de la década de 1980 como Cyndi Lauper y Prince; Matthew Horton, de NME, escribió que el «golpe de sintetizador» recordaba a la banda OMD, y The New Zealand Herald encontró la producción similar a la de Robyn.

## Lanzamiento
Big Machine Records lanzó «Welcome to New York» para descarga a través de la tienda de iTunes el 20 de octubre de 2014, una semana antes del estreno de 1989. Un día antes, Swift había compartido un adelanto de 30 segundos de la canción en YouTube. En Estados Unidos, la canción alcanzó la posición 48 en la lista Billboard Hot 100 y fue certificada platino por la Asociación de la Industria Discográfica de Estados Unidos (RIAA) tras superar el millón de unidades combinando ventas y reproducciones. En el Reino Unido, llegó al puesto 16 en Escocia y al 39 en la lista de sencillos del país. Además, la Industria Fonográfica Británica (BPI) le otorgó un disco de plata por vender más de 200 000 copias. En Australia, se posicionó en el puesto 23 de la lista de sencillos, logrando la certificación de doble platino de la Asociación Australiana de la Industria Discográfica (ARIA) al sobrepasar las 140 000 unidades. En otros países, «Welcome to New York» entró al top 10 en Nueva Zelanda (llegando al puesto 6) y alcanzó el top 30 en Hungría (16), Canadá (19), España (21) y Dinamarca (27).
Swift donó todos los ingresos generados por las ventas de «Welcome to New York» al Departamento de Educación de la Ciudad de Nueva York. NYC & Company la nombró embajadora oficial de turismo de la ciudad, lo que desató controversia mediática. Varias publicaciones calificaron la canción como un «himno a la gentrificación», argumentando que no representaba a la auténtica Nueva York y que la elección de Swift, radicada en Nashville, era inapropiada en comparación con figuras nacidas en la ciudad como Robert De Niro y Jennifer Lopez. Sin embargo, un portavoz de NYC & Co defendió la elección de Swift, señalando que la campaña buscaba un enfoque nuevo, centrado en «la maravilla y emoción» de la primera llegada a la ciudad. El académico de estudios urbanos Alessandro Busà afirmó que Swift era una opción adecuada para la promoción de una «nueva Nueva York», describiendo esta versión de la ciudad como una marca «saneada, juvenil y algo hipster».

### «Welcome to New York (Taylor's Version)»
Después de firmar un nuevo contrato con Republic Records, Swift inició el proceso de regrabación de sus primeros seis álbumes de estudio en noviembre de 2020. Esta decisión se originó tras una disputa pública en 2019 entre Swift y el mánager Scooter Braun, quien había adquirido Big Machine Records, lo que le dio control sobre los derechos de los álbumes que Swift había lanzado con esa discográfica. Al regrabar sus discos, Swift adquirió la propiedad total de los nuevos másteres, lo que le permitió tener control sobre la licencia comercial de sus canciones y reemplazó los másteres que aún pertenecían a Big Machine.
La regrabación de «Welcome to New York», subtitulada «Taylor's Version», se incluyó como parte de la nueva versión del álbum 1989, lanzado el 27 de octubre de 2023 bajo el nombre 1989 (Taylor's Version). Swift, junto a Tedder y Zancanella, produjeron «Welcome to New York (Taylor's Version)», que se grabó en el Mandarin Oriental en Milán, Italia, bajo la dirección de Tedder y Rich Rich; la mezcla estuvo a cargo de Ghenea en MixStar Studios, en Virginia Beach, Virginia; y la masterización se realizó con Randy Merrill en Sterling Sound, en Edgewater, Nueva Jersey. Tedder y Zancanella se encargaron de los sintetizadores; además, Tedder contribuyó con coros y tocó piano adicional, mientras que Zancanella programó la batería.
«Welcome to New York (Taylor's Version)» alcanzó la posición 16 en el Billboard Global 200. Debutó en el top 20 de las listas de sencillos en Australia (11), Filipinas (11), Nueva Zelanda (14), Estados Unidos (14) y Canadá (15). En Estados Unidos, este éxito extendió el récord de Swift como la artista femenina con más entradas en el top 20 de la lista Billboard.

## Recepción de la crítica
«Welcome to New York» recibió críticas mixtas. Algunos opinaron que las letras eran poco sofisticadas y superficiales para un homenaje a Nueva York, y que no estaban a la altura del talento de Swift. También señalaron que su representación de la ciudad y su amor por ella pasaban por alto los problemas socioeconómicos reales que enfrentan muchos de sus residentes. Jason Lipshutz, de Billboard, comentó que, aunque Swift admiraba la ciudad de manera alegre, no hacía referencia a aspectos menos glamorosos, como las ratas del metro o los pequeños dormitorios típicos de la vida en la ciudad. La producción con sintetizadores también fue criticada por ser «cursi» y «sin vida». Jon Caramanica, de The New York Times, describió la canción como «brillante, aunque un poco tenue», mientras que Aimee Cliff, de Fact, se quejó de que reducía toda una ciudad a una vista limpia desde la ventana de un piso alto. Algunos críticos la consideraron una de las canciones más débiles del álbum 1989.
Ante estas críticas, Swift explicó en una entrevista que, aunque la reacción la hizo reflexionar, defendió la pista, diciendo que su objetivo era capturar una emoción momentánea. Agregó que era excesivo esperar que una pista reflejara cada situación que viven los habitantes de una metrópoli en términos económicos o políticos. Hubo también comentarios más comprensivos. Robert Christgau, por ejemplo, señaló que era absurdo exigir un enfoque sociológico de alguien que no puede caminar por Central Park sin guardaespaldas. Corey Baesley, de PopMatters, mencionó que «Welcome to New York» era tanto «irresistiblemente pegadiza» como «completamente insoportable», pero que funcionaba como una apertura razonable para el álbum porque era más un manifiesto que una obertura. Sasha Geffen, de Consequence of Sound, opinó que el tema no se trataba de Nueva York en sí misma, sino de la idea de Nueva York como un escenario aspiracional siempre fuera de alcance. Daniel D'Addario, de Time, destacó las implicaciones LGBT y describió la pieza como un nuevo tipo de himno de igualdad.
Algunas reseñas fueron más positivas. Roison O'Connor, de The Independent, argumentó que el tema recibió reseñas «injustas» y la elogió como «un soplo de aire fresco». Andrew Unterberger, de Spin, la destacó como una representación de la adultez y perspectiva madura de Swift, mientras que Marah Eakin, de The A.V. Club, la calificó como pegadiza. Perone la describió como «una canción atractiva, popular y muy interesante dentro del canon de Swift». En la regrabación «Taylor's Version», algunos críticos comentaron que su producción y energía permanecían iguales a las de la versión original, aunque Adam White, de The Independent, afirmó que la nueva versión «intensifica los sintetizadores», y Ludovic Hunter-Tilney, del Financial Times, la describió como un «homenaje irresistiblemente vibrante» a Nueva York. «Welcome to New York» también fue destacada en listas de las mejores canciones de Swift por Clash (2021) y Billboard (2023).

## Actuaciones en directo y otros usos

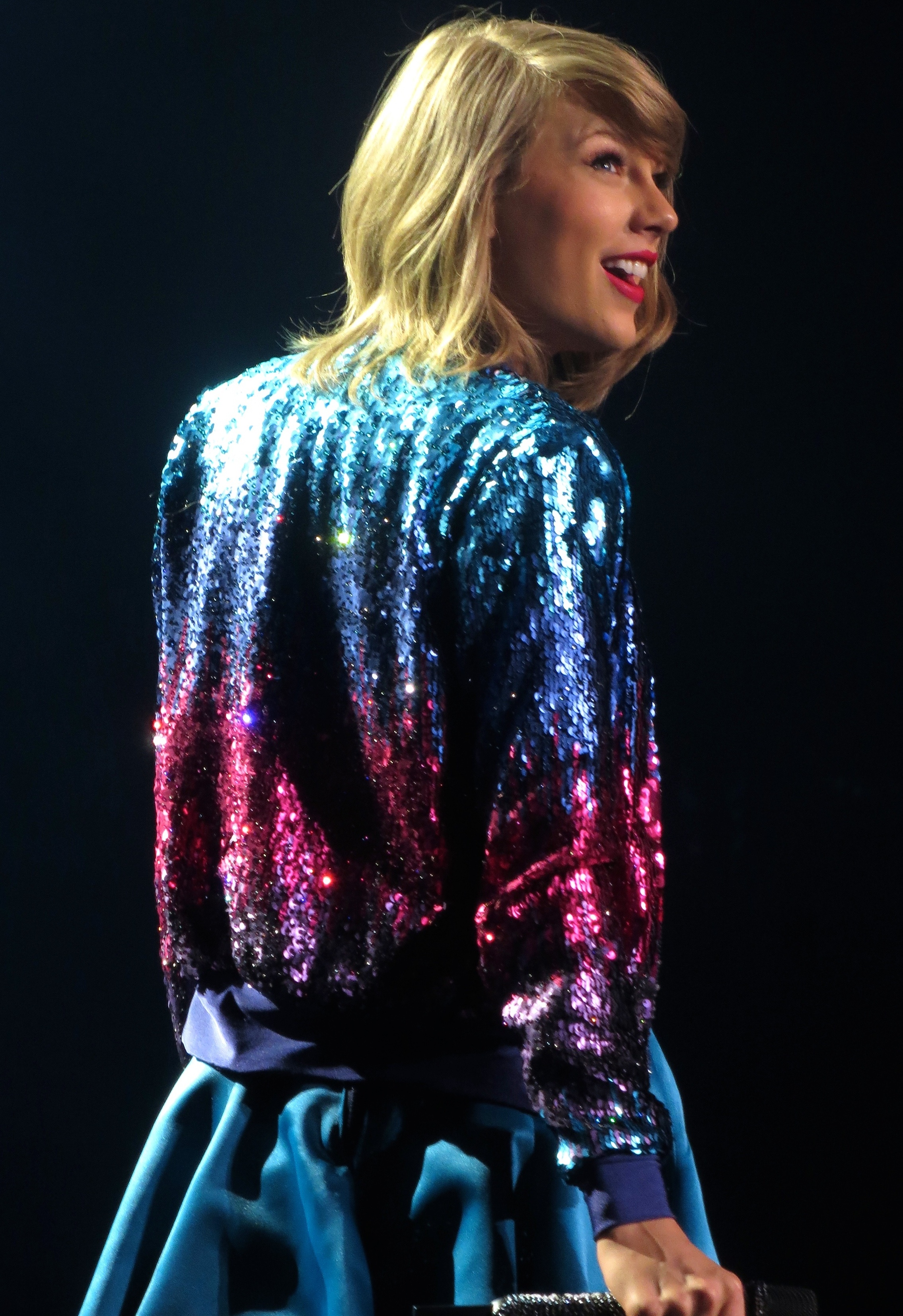
Swift en la gira The 1989 World Tour, en la que interpretó «Welcome to New York» como número de apertura.

El 27 de octubre de 2014, para celebrar el lanzamiento del álbum, Swift organizó un concierto titulado «1989 Secret Sessions» en Manhattan. El evento incluyó canciones de 1989, como «Welcome to New York», y fue transmitido en vivo por Yahoo! e iHeartRadio. Durante la promoción del álbum, Swift interpretó «Welcome to New York» en programas de televisión como Late Show with David Letterman y Good Morning America. Además, presentó la canción en dos eventos en 2019: el concierto del Amazon Prime Day y el Jingle Ball de iHeartRadio de Z100. Fue la pista de apertura en la lista de su gira de 2015, The 1989 World Tour. Swift la interpretó como un «tema sorpresa» fuera del repertorio regular en dos conciertos de giras posteriores: en el espectáculo de East Rutherford como parte de su Reputation Stadium Tour el 20 de julio de 2018, y nuevamente en East Rutherford como parte de The Eras Tour el 28 de mayo de 2023. En la parada de la misma gira en Estocolmo, el 18 de mayo de 2024, Swift la cantó al piano como parte de un popurrí con sus canciones «Say Don't Go» y «Clean».
El cantautor Ryan Adams incluyó una versión del sencillo en su álbum de 2015, que reinterpreta en su totalidad el álbum 1989 de Swift. Su versión presenta un arreglo acústico acompañado de cuerdas, acordes de guitarra, piano y batería. Adams canta con una voz que los críticos describieron como «dolorosa» y de «dientes apretados». Dan Caffrey, de Consequence of Sound, afirmó que el estilo de la versión de Adams incorpora influencias del power pop, que recuerdan a la música de Tom Petty. Evan Sawdey, de PopMatters, consideró que la canción era la más débil del álbum de Swift, pero elogió a Adams por darle un tratamiento «más cálido y humanista». Por otro lado, Emily Mackay, de The Observer, la calificó como «un golpe desesperado de anhelo al estilo de Springsteen», considerándola una de las mejores canciones del álbum. En contraste, Sarah Murphy, de Exclaim!, opinó que la versión era «ridícula cuando la canta una estrella de rock veterana».

## Posicionamiento en listas
| Listas (2014)                          | Mejor posición |
| -------------------------------------- | -------------- |
| Australia (ARIA)                       | 23             |
| Canadá (Canadian Hot 100)              | 19             |
| Dinamarca (Tracklisten)                | 27             |
| Euro Digital Song Sales (Billboard)    | 20             |
| Francia (SNEP)                         | 85             |
| Hungría (Single Top 40)                | 16             |
| Irlanda (IRMA)                         | 55             |
| Japón (Japan Hot 100)                  | 80             |
| Nueva Zelanda (Recorded Music NZ)      | 6              |
| Escocia (Scottish Singles Sales Chart) | 16             |
| España (Top 100 Canciones)             | 21             |
| Reino Unido (UK Singles Chart)         | 39             |
| Estados Unidos (Billboard Hot 100)     | 48             |

| Listas (2023)  | Mejor posición |
| -------------- | -------------- |
| Portugal (AFP) | 59             |

| Listas (2023)                      | Mejor posición |
| ---------------------------------- | -------------- |
| Australia (ARIA)                   | 11             |
| Canadá (Canadian Hot 100)          | 15             |
| Global 200 (Billboard)             | 16             |
| Grecia Internacional (IFPI)        | 30             |
| Irlanda (Billboard)                | 16             |
| Nueva Zelanda (Recorded Music NZ)  | 14             |
| Filipinas (Billboard)              | 11             |
| Singapur (RIAS)                    | 19             |
| Suecia (Sverigetopplistan)         | 80             |
| Reino Unido (Billboard)            | 12             |
| Reino Unido (UK Download Chart)    | 96             |
| Reino Unido (OCC)                  | 15             |
| Estados Unidos (Billboard Hot 100) | 14             |
| Vietnam (Vietnam Hot 100)          | 76             |

## Certificaciones
| País           | Organismo certificador | Certificación | Ventas certificadas | Ref.   |
| -------------- | ---------------------- | ------------- | ------------------- | ------ |
| Australia      | ARIA                   | 2× Platino    | 140 000             | [ 35 ] |
| Reino Unido    | BPI                    | Plata         | 200 000             | [ 33 ] |
| Estados Unidos | RIAA                   | Platino       | 1 000               | [ 30 ] |

| País      | Organismo certificador | Certificación | Ventas certificadas | Ref.    |
| --------- | ---------------------- | ------------- | ------------------- | ------- |
| Australia | ARIA                   | Oro           | 35 000              | [ 119 ] |